# Diâmetro angular

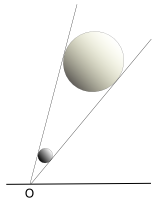
Dois objectos de dimensões diferentes com o mesmo diâmetro angular

Em astronomia e geometria, o diâmetro angular de um objeto é o diâmetro aparente do objeto a um certa distância medido em graus (º).
Na astronomia o diâmetro angular é usado para medir o tamanho de objetos no céu, como visto da Terra. Conhecendo a distância até o objeto e seu diâmetro angular é possível então calcular o seu tamanho real.
O diâmetro angular da órbita da Terra quando vista de uma distância de 1 parsec é igual a 2″ (2 segundos de arco).

## Calculando o diâmetro angular
Suponha um objeto de diâmetro d a uma distância R. O ângulo aparente pelo qual vemos o objeto pode ser obtido pela tangente:
{\displaystyle \tan(\delta )={\frac {d}{R}}}
portanto
{\displaystyle \delta =\arctan \left({\frac {d}{R}}\right)}
Nosso problema é então calcular {\displaystyle \delta }. Mas a definição acima dará {\displaystyle \delta } em unidades de radianos, para convertermos para arco, ou graus (°), temos que levar em conta que um ângulo de 360° tem {\displaystyle 2\pi } radianos.
Para uso em astronomia, podemos utilizar um simplificação da expressão acima para o diâmetro aparente. Isto porque na grande maioria dos casos os distâncias que estamos observando são muito maiores do que os diâmetros. Neste caso podemos aproximar o diâmetro angular como:
{\displaystyle \delta ={\frac {d}{R}}}
Convertendo {\displaystyle \delta } para °, usando uma regra de três simples, temos:
{\displaystyle \delta ={\frac {d}{R}}\times {\frac {360}{2\pi }}}
Em astronomia normalmente podemos medir {\displaystyle \delta } e algumas vezes sabemos o diâmetro ou a distância. A formula acima pode então ser utilizada para calcular uma das grandezas desconhecidas.

## Exemplo
Qual a distância que é necessário colocar um moeda para que seu diâmetro angular seja de 1°?.
Suponhamos para simplificar que a moeda tenha 1 cm de diâmetro. Portanto queremos {\displaystyle \delta =1^{o}} para d = 1 cm, temos:
{\displaystyle 1^{o}={\frac {1cm}{R}}\times {\frac {360}{2\pi }}=57,29746\ cm}
Isto daria uma distância de aproximadamente 57 centímetros. Agora você sabe como enxergar uma ângulo de 1°: um centímetro a distância de um braço estendido tem aproximadamente um diâmetro angular de 1°.
Para entender o que seria um minuto de arco, 1/60 avos de 1°, é só calcular a distância para colocar esta moeda de 1 cm de forma que o diâmetro angular seja 1′ de arco
{\displaystyle 1'=1/60\times 1^{o}={\frac {1cm}{R}}\times {\frac {360}{2\pi }}}
Ou
{\displaystyle R=60\times {\frac {1cm}{R}}\times {\frac {360}{2\pi }}=3437,847cm=34,37m}
Continuando este cálculo, podemos mostrar que um segundo de arco (1′ divido por 60) seria então o diâmetro angular de uma moeda de 1 cm a 2,1 Km de distância.
A area total da capsula que apresenta 54 cm de diâmetro interno e 4,5 m de altura é de aproximadamente? dado pi=3,14